# Yahatahigashi (Kitakiusiu)
Yahatahigashi (jap. 八幡東区 Yahatahigashi-ku) – jedna z siedmiu dzielnic Kitakiusiu, miasta w prefekturze Fukuoka.
Kitakiusiu powstało 10 lutego 1963 roku w wyniku połączenia pięciu miast, w tym Yahaty, które zostało jedną z dzielnic miasta. 1 kwietnia 1974 roku dzielnica została podzielona na dwie: Yahatahigashi i Yahatanishi.
Dzielnica położona jest w środkowej części miasta. Graniczy z dzielnicami: Tobata, Yahatanishi, Kokurakita i Kokuraminami.

## Miejscowe atrakcje
- Space World – park tematyczny